# Tokay Máté
Tokay Máté (1988. február 14. –) (versenyzői neve: Matte) magyar wakeboard világbajnok. 2009-ben megnyerte a világbajnokságot a Fülöp-szigeteken, 2010-ben a vb-n 2. lett Antalyában.

## Életpályája
2001 óta "csúszik", 2002-től versenyez az Open Man kategóriában.

## Eredményei
- 2010 WWA Világbajnokság Antalya Mens1 kategória 2. hely
- 2010 Mumus Csapatbajnokság 1. hely (Szebivel és  Josee-val)
- 2009 Világbajnokság Fülöp-szigetek Slide kategória 1. hely
- 2009 Világbajnokság Fülöp-szigetek, Kabel pálya (mens1) 2. hely
- 2009 Magyar Bajnokság 2. hely
- 2009 Magyar Kupafutam összesítés 2. hely
- 2008 Fedett medencés winch verseny,  Nyíregyháza 3. hely (Pro)
- 2007 Magyar Kupa Bajnokság 3. hely (Pro)
- 2007 Fülöp-szigetek, nemzetközi nyitó 6. hely (Junior)
- 2007 Magyar Kupafutam, Dunaharaszti 1. hely (Pro)
- 2007 Winch verseny, Dunaújváros 1. hely (Pro)
- 2006 Amerikai Bajnokság Ski Rixen 3. hely (Junior)
- 2006 Magyar Bajnokság Omszk 2. hely (Pro)
- 2006 Magyar Kupafutam, Szeged 1. hely (Pro)
- 2005 Wakeboard kábelpályás világranglista 6. hely (Junior)
- 2005 Győr, Magyar Bajnokság 1. hely (Junior)
- 2005 Európa Kupa futam Omszk 2. hely (Junior)
- 2004 Magyar Bajnokság Győr 1. hely (Junior)
- 2004 Magyar Kupa Futam Vonyarcvashegy 1. hely (Junior)
- 2003 Világbajnokság Ausztrália 5. hely (Boys)
- 2003 Európa-bajnokság Pöstyen 3. hely (Boys)
- 2002 Európa Kupa Futam Krk 1. hely (Junior)
- 2002 Európa Kupa Futam Győr 1. hely (Junior)
- 2001 Európa-bajnokság Dunaharaszti 7. Hely (Junior)
- 2001 Magyar Bajnokság Siófok 3. hely (Junior)